# Tommaso Aldrovandini
Tommaso Aldrovandini (Bolonia, 1653 - 1736), pintor italiano del barroco tardío.

## Biografía

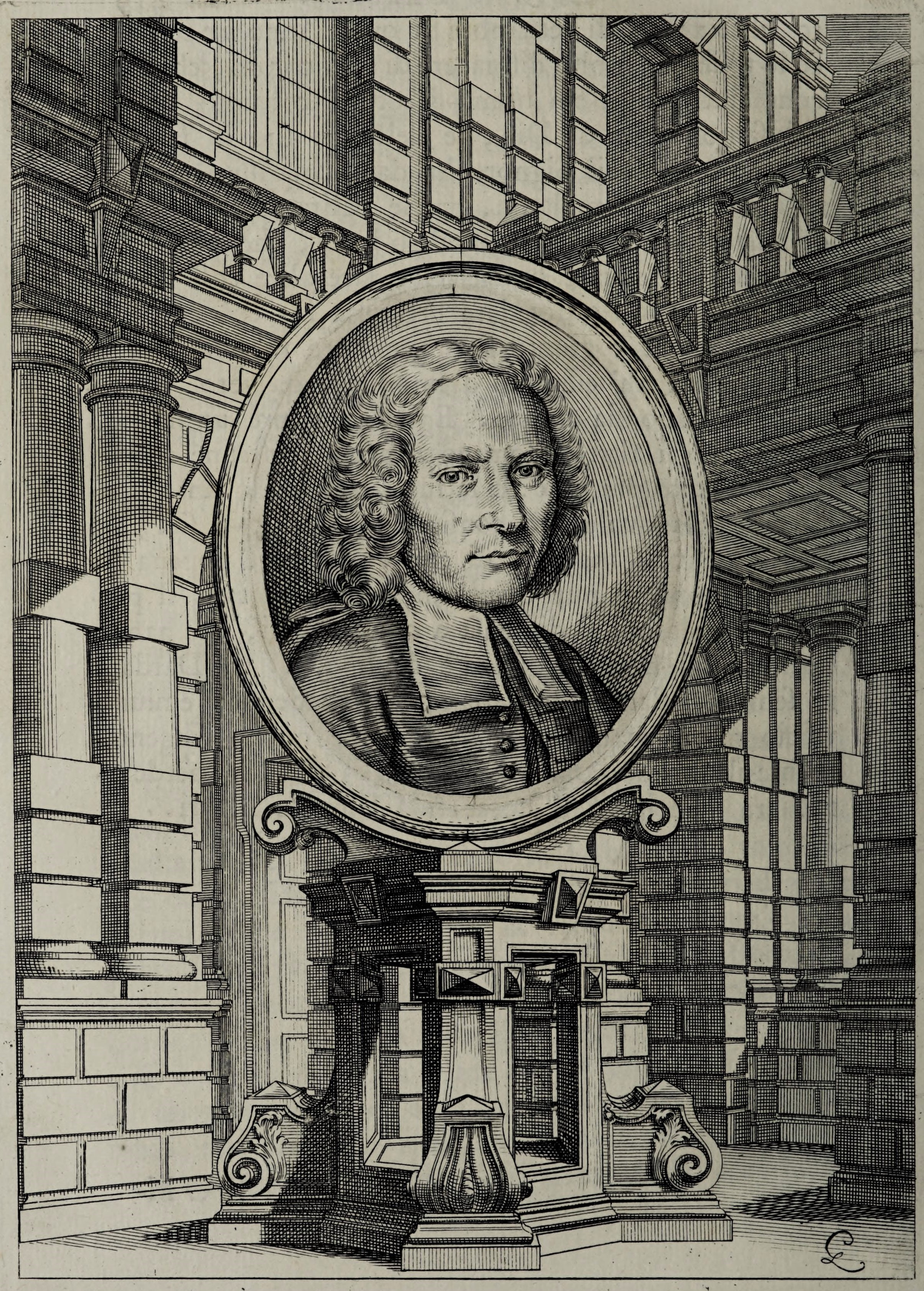
Tommaso Aldrovandini

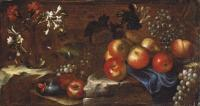
Naturaleza muerta con manzanas, unas pasas y flores.

Nacido en el seno de una familia de pintores, se formó junto a su tío Mauro Aldrovandini. Era hijo de Giuseppe, hermano de Domenico y primo de Pompeo, todos ellos pintores.
Tommaso se especializó en la pintura de quadratura, o sea, de perspectivas arquitectónicas. Colaboró en grandes proyectos decorativos dirigidos por maestros como Carlo Cignani o Marcantonio Franceschini. Con este último trabajó en los frescos de la Sala del Maggior Consiglio de Génova (destruidos por un incendio). Decoró iglesias, palacios y teatros en diversas ciudades italianas: Forli, Verona, Venecia, Parma, Turín, Ferrara, Génova y sobre todo en su ciudad natal de Bolonia. También trabajó en Alemania.